# فرودگاه توها ری شمالی
فرودگاه توها ری شمالی  (به انگلیسی: Toha Ri North Airport) یک فرودگاه نظامی است . این فرودگاه در کشور کره شمالی قرار دارد و در ارتفاع ۲۵۶ متری از سطح دریا واقع شده است.